# Fallen Leaves
Fallen Leaves (título original en finés: Kuolleet lehdet; en Hispanoamérica: Hojas de otoño) es una película finlandesa de 2023 dirigida por Aki Kaurismäki.
Fue seleccionada como la candidata finlandesa a la mejor película internacional en los Premios Óscar 2024.

## Sinopsis
Ansa es soltera y vive en Helsinki . Trabaja en un supermercado con contrato de cero horas, reponiendo los estantes; luego clasifica el plástico reciclable. Una noche se encuentra accidentalmente con el igualmente solitario trabajador Holappa, un alcohólico. Contra todo pronóstico y malentendidos, intentan construir una relación. Como resultado, Holappa logra controlar su adicción al alcohol.

## Desarrollo
Kuolleet lehdet es el vigésimo largometraje del director y guionista finlandés Aki Kaurismäki. La obra constituye la conclusión de su llamada serie proletaria, que comenzó con Sombras en el paraíso (1986), Ariel (1988) y La chica de la fábrica de cerillas (1990) y fue diseñada originalmente como una trilogía. El título hace referencia a la chanson francesa Les feuilles mortes de Joseph Kosma y Jacques Prévert.

## Estreno
La película se estrenó en mayo de 2023 en el Festival de Cine de Cannes.

## Recepción

### Crítica
Fallen Leaves recibió reseñas generalmente positivas de parte de la crítica y de la audiencia. En el sitio web agregador de reseñas Rotten Tomatoes, la película posee una aprobación de 98%, basada en 119 reseñas, con una calificación de 8.4/10 y un consenso crítico que dice "Fallen Leaves, una peculiar historia de amantes desventurados, es una joya que afirma la vida del cineasta finlandés Kaurismäki". De parte de la audiencia tiene una aprobación de 78%, basada en más de 50 votos, con una calificación de 4.0/5.
El sitio web Metacritic le dio a la película una puntuación de 87 de 100, basada en 27 reseñas, indicando "aclamación universal". En el sitio IMDb los usuarios le asignaron una calificación de 7.6/10, sobre la base de más de más de 5800 votos, mientras que en la página web FilmAffinity la película tiene una calificación de 7.6/10, basada en 685 votos.

### Premios y nominaciones
| Premio                                                           | Fecha                   | Categoría                           | Nominado                                                  | Resultado    | Ref.   |
| ---------------------------------------------------------------- | ----------------------- | ----------------------------------- | --------------------------------------------------------- | ------------ | ------ |
| Festival de Cannes                                               | 27 de mayo de 2023      | Palma de Oro                        | Aki Kaurismäki                                            | Nominado     | [ 9 ]  |
| Festival de Cannes                                               | 27 de mayo de 2023      | Premio del Jurado                   | Aki Kaurismäki                                            | Ganador      | [ 10 ] |
| Festival de Cine de Sídney                                       | 18 de junio de 2023     | Mejor película                      | Fallen Leaves                                             | Nominada     | [ 11 ] |
| Miskolc International Film Festival                              | 9 de septiembre de 2023 | Premio Adolf Zukor                  | Fallen Leaves                                             | Ganadora     | [ 12 ] |
| Festival Internacional de Cine de Chicago                        | 22 de octubre de 2023   | Gold Hugo                           | Fallen Leaves                                             | Nominada     | [ 13 ] |
| Festival Internacional de Cine de Chicago                        | 22 de octubre de 2023   | Silver Hugo al Mejor Director       | Aki Kaurismäki                                            | Ganador      | [ 14 ] |
| Premios del Cine Independiente Británico                         | 3 de diciembre de 2023  | Mejor película extranjera           | Aki Kaurismäki, Misha Jaari, Mark Lwoff, Reinhard Brundig | Nominados    | [ 15 ] |
| National Board of Review                                         | 6 de diciembre de 2023  | Top 5 Películas Internacionales     | Fallen Leaves                                             | Ganadora     | [ 16 ] |
| Premios del Cine Europeo                                         | 9 de diciembre de 2023  | Mejor película europea              | Fallen Leaves                                             | Nominada     | [ 17 ] |
| Premios del Cine Europeo                                         | 9 de diciembre de 2023  | Mejor director europeo              | Aki Kaurismäki                                            | Nominado     | [ 17 ] |
| Premios del Cine Europeo                                         | 9 de diciembre de 2023  | Mejor guionista europeo             | Aki Kaurismäki                                            | Nominado     | [ 17 ] |
| Premios del Cine Europeo                                         | 9 de diciembre de 2023  | Mejor actor europeo                 | Jussi Vatanen                                             | Nominado     | [ 17 ] |
| Premios del Cine Europeo                                         | 9 de diciembre de 2023  | Mejor actriz europea                | Alma Pöysti                                               | Nominada     | [ 17 ] |
| Premios del Cine Europeo                                         | Marzo de 2024           | Lux European Audience Film Award    | Fallen Leaves                                             | Pendiente    | [ 18 ] |
| Premios de la Asociación de Críticos de Cine de Washington D. C. | 10 de diciembre de 2023 | Mejor película en lengua extranjera | Fallen Leaves                                             | Nominada     | [ 19 ] |
| Asociación de Críticos de Cine de San Luis                       | 17 de diciembre de 2023 | Mejor película internacional        | Fallen Leaves                                             | Nominada     | [ 20 ] |
| Asociación de Críticos de Cine de Dallas-Fort Worth              | 18 de diciembre de 2023 | Mejor película en lengua extranjera | Fallen Leaves                                             | Quinto lugar | [ 21 ] |
| Astra Film Awards                                                | 6 de enero de 2024      | Mejor película internacional        | Fallen Leaves                                             | Pendiente    | [ 22 ] |
| Astra Film Awards                                                | 6 de enero de 2024      | Mejor actriz internacional          | Alma Pöysti                                               | Pendiente    | [ 22 ] |
| Premios Globo de Oro                                             | 7 de enero de 2024      | Mejor película en lengua no inglesa | Misha Jaari, Aki Kaurismäki y Mark Lwoff                  | Nominada     | [ 23 ] |
| Premios Globo de Oro                                             | 7 de enero de 2024      | Mejor actriz - Comedia o musical    | Alma Pöysti                                               | Nominada     | [ 23 ] |
| Premios de la Sociedad Internacional de Cinéfilos                | 10 de febrero de 2024   | Mejor película                      | Fallen Leaves                                             | Nominado     | [ 24 ] |
| Premios de la Sociedad Internacional de Cinéfilos                | 10 de febrero de 2024   | Mejor actriz                        | Alma Pöysti                                               | Nominada     | [ 24 ] |